# Hendrik Tollens
Henricus Franciscus Caroluszoon (Hendrik) Tollens (Róterdam, 24 de septiembre de 1780 – Rijswijk, 21 de octubre de 1856) fue un poeta neerlandés, autor de la letra del himno nacional de los Países Bajos oficial entre 1815 y 1932, Wien Neerlands bloed.  

## Biografía
Tollens nació en una familia de condición modesta originaria de Gante (Bélgica), y empezó a trabajar muy joven en Ámsterdam en la oficina de un tío viajante de tintes y pinturas que le hablaba siempre en verso. Tras estudiar un año en un internado católico de Elten, volvió con sus padres en 1795 y se convirtió rápidamente en el poeta de los patriotas mientras ejercía asimismo como secretario de una de sus sociedades. Numerosos miembros de su familia estaban ligados a la música, el canto y el teatro, y él vino a ocuparse también en esos menesteres. Contra la voluntad de su padre, desposó a Gerbranda Catherine Rivier en Oost- en West-Souburg, donde la clandestina pareja se presentó como unos jóvenes de Ámsterdam. Mientras escribía era también viajante de pinturas y visitaba a sus clientes viajando varias veces al año a Zelanda. Adquirió una sólida fama en el mundo de las letras y se transformó en el poeta del pueblo neerlandés, sobre todo desde la revolución de 1830. En 1846 se retiró de estos asuntos y estableció su domicilio en Rijswijk, donde consagró ya todo su tiempo a la escritura y se convirtió al arminianismo calvinista. Murió con la pluma en la mano el 21 de octubre de 1856. Su tumba se encuentra en Rijswijk y se le erigió una estatua en Róterdam. Un premio de poesía lleva su nombre, el Premio Hendrik Tollens.
Ya en vida Tollens fue visto por sus conciudadanos como el más grande poeta holandés de su tiempo. Su lírica suele alabar la bondad de la vida doméstica y reclama lealtad a Dios y a la patria, aunque resulta en estos respectos un poco grandilocuente, por lo cual entre 1880 y 1894 el movimiento literario de los Tachtigers (un grupo de jóvenes poetas de formación socialista marxista) criticó a fondo a Tollens considerando que su estilo era ridículo; por ello la crítica le tachó con ese defecto y sus obras no se reimprimieron, perdiendo durante muchos decenios su fama de gran poeta, aunque la recuperó a fines del siglo XX, cuando los criterios estéticos se equilibraron valorando su importancia histórica y cultural.

## Algunas obras
- Gedichten (1808)
- Idyllen en minnezangen (1801-1805)
- Konstanten: ein Trauerspiel
- Laatste gedichten (1848-1853)
- Nieuve gedichten (1821)
- Romanzen, balladen en legenden (1818)
- Tafereel van de overwintering der Nederlanders op Nova Zembla in de jaren 1596 en 1597 (1816)